# Aloe mzimbana
Aloe mzimbana é uma espécie de liliopsida do gênero Aloe, pertencente à família Asphodelaceae.